# William Henry Smith
William Henry Smith (1er décembre 1833 - 27 juillet 1896), est un journaliste et patron de presse américain, qui fut directeur de l'agence de presse américaine Associated Press de 1883 à 1893.

## Biographie
Né en 1833 dans le comté de Columbia à New York il déménage en 1836 avec ses parents dans l'Ohio, où il devient éditeur de la Literary Review de Cincinnati puis de la Cincinnati Gazette pendant la Guerre de Sécession. Politicien du Parti républicain il fut aussi Secrétaire d'État de l'Ohio (1865 à 1868) puis démissionne en 1868 pour prendre la direction du Cincinnati Chronicle puis en 1870 de la Western Associated Press, créé en 1862 à Chicago, dans l'Illinois. En janvier 1883, il pilote la tentative de fusion de la Western Associated Press (WAP) et de la New York Associated Press (NYAP), qui ne prendra effet qu'en 1893, après des poursuites en justice.
Il succède à James W. Simonton en 1883 et gère en 1885 et 1887 un pacte de non-agression commerciale avec l'agence rivale United Press, qui fera dire à leurs détracteurs qu'ils se sont partagé le marché américain. La découverte de ce pacte amène la Western Associated Press à prendre l'ascendance sur sa rivale new-yorkaise et devenir une association nationale créé en 1893 et dirigée par son successeur Melville Stone.